# Paralacydes bivittata
Paralacydes bivittata là một loài bướm đêm thuộc phân họ Arctiinae, họ Erebidae.